# 제50회 베를린 국제 영화제
제50회 베를린 국제 영화제는 2000년 2월 9일에 열린 시상식이다.

## 수상 및 후보

### 황금곰상
- 매그놀리아 - 폴 토마스 앤더슨 수상

### 은곰상:심사위원대상
- 집으로 가는 길 - 장이머우 수상

### 은곰상:심사위원상
- 밀리언 달러 호텔 - 빔 벤더스 수상
- 미디어 - 파벨 쿠츠키 수상

### 은곰상:감독상
- 맨 온 더 문 - 밀로스 포먼 수상

### 은곰상:여자연기자상
- 레전드 오브 리타 - 비비안나 베글로 수상
- 레전드 오브 리타 - 나디아 울 수상

### 은곰상:남자연기자상
- 허리케인 카터 - 덴젤 워싱턴 수상

### 은곰상:예술공헌상
- 파라디조 - 일곱 여자들과의 7일 - 모든 배우 수상

### 황금곰상:단편영화상
- 트리뷰트 투 알프레드 레프티트 (Hommage à Alfred Lepetit) - 장 루셀롯 수상

### 황금곰상:명예황금곰상
- Jeanne Moreau 수상

### 은곰상:알프레드 바우어상
- 독립 소년 합창단 - 오가타 아키라 수상

### 베를린카메라상
- Kon Ichikawa 수상
- Wolfgang Jacobsen 수상

### 블루 엔젤상
- 레전드 오브 리타 - 폴커 슐렌도르프 수상